# Silvano Beltrametti
Silvano Beltrametti (ur. 22 marca 1979 w Valbelli) – szwajcarski narciarz alpejski, trzykrotny medalista mistrzostw świata juniorów.

## Kariera
Po raz pierwszy na arenie międzynarodowej Silvano Beltrametti pojawił się 14 stycznia 1995 roku w Leukerbad, gdzie w zawodach FIS Race zajął 48. miejsce w slalomie. W 1996 roku wystartował na mistrzostwach świata juniorów w Schwyz, gdzie zdobył srebrny medal w supergigancie. Na rozgrywanych rok później mistrzostwach świata juniorów w Schladming drugie miejsce zajął w zjeździe. Brał także udział w mistrzostwach świata juniorów w Megève w 1998 roku, zdobywając brązowy medal w gigancie. W 1998 roku przebił się do ekipy narodowej i trzy lata później wystąpił na mistrzostwach świata w Sankt Anton. W supergigancie zajął 14. miejsce, a w zjeździe był czwarty, przegrywając jedynie z Austriakami Hannesem Trinklem i Hermannem Maierem oraz Niemcem Florianem Eckertem.
W zawodach Pucharu Świata zadebiutował 16 stycznia 1998 roku w Wengen, gdzie nie ukończył zjazdu. Pierwsze pucharowe punkty zdobył 12 grudnia 1998 roku, zajmując trzynaste miejsce w tej samej konkurencji. Pierwsze podium w zawodach tego cyklu wywalczył 25 listopada 2000 roku w Lake Louise, gdzie był drugi w zjeździe. W zawodach tych rozdzielił Austriaka Stephana Eberhartera i Lasse Kjusa z Norwegii. Na podium stanął także 7 grudnia 2001 roku w Val d’Isère, gdzie zajął trzecie miejsce w supergigancie. Najlepsze wyniki osiągnął w sezonie 2000/2001, zajmując 20. miejsce w klasyfikacji generalnej z dorobkiem 340 punktów. Dzień po supergigancie, w którym zajął trzecie miejsce, upadek na trasie biegu zjazdowego w Val d’Isère zakończył jego karierę sportową. Beltrametti uległ częściowemu paraliżowi i od tego czasu porusza się na wózku inwalidzkim. Pozostał związany z narciarstwem jako menedżer. Kilkukrotnie zdobywał medale mistrzostw kraju, w tym złote w zjeździe i supergigancie w 2001 roku.

## Osiągnięcia

### Mistrzostwa świata
| Miejsce | Dzień       | Rok  | Miejscowość | Konkurencja | Czas biegu  | Strata  | Zwycięzca     |
| ------- | ----------- | ---- | ----------- | ----------- | ----------- | ------- | ------------- |
| 14.     | 30 stycznia | 2001 | St. Anton   | Supergigant | 1:21,46 min | +1,75 s | Daron Rahlves |
| 4.      | 7 Lutego    | 2001 | St. Anton   | Zjazd       | 1:38,74 min | +0,63 s | Hannes Trinkl |

### Mistrzostwa świata juniorów
| Miejsce | Dzień     | Rok  | Miejscowość | Konkurencja | Czas biegu  | Strata  | Zwycięzca             |
| ------- | --------- | ---- | ----------- | ----------- | ----------- | ------- | --------------------- |
| 2.      | 27 lutego | 1996 | Schwyz      | Zjazd       | 1:31,08 min | +0,37 s | Ambrosi Hoffmann      |
| 27.     | 28 lutego | 1996 | Schwyz      | Supergigant | 1:26,76 min | +4,50 s | Didier Défago         |
| 2.      | 26 lutego | 1997 | Schladming  | Zjazd       | 1:32,21 min | +0,21 s | Matteo Berbenni       |
| 5.      | 27 lutego | 1997 | Schladming  | Supergigant | 1:14,96 min | +0,30 s | Martin Stocker        |
| DSQ2    | 28 lutego | 1997 | Schladming  | Gigant      | 2:00,57 min | -       | Benjamin Raich        |
| DNF1    | 1 marca   | 1997 | Schladming  | Slalom      | 1:34,80 min | -       | Mitja Dragšič         |
| 5.      | 26 lutego | 1998 | Megève      | Zjazd       | 1:20,39 min | +0,44 s | Andreas Buder         |
| 17.     | 27 lutego | 1998 | Megève      | Supergigant | 1:27,52 min | +2,02 s | Freddy Rech           |
| 3.      | 28 lutego | 1998 | Megève      | Gigant      | 2:01,62 min | +0,77 s | Benjamin Raich        |
| DNF1    | 1 marca   | 1998 | Megève      | Slalom      | 1:23,06 min | -       | Benjamin Raich        |
| DNF1    | 10 marca  | 1999 | Pra Loup    | Zjazd       | 1:08,50 min | -       | Klaus Kröll           |
| DNF1    | 11 marca  | 1999 | Pra Loup    | Supergigant | 1:11,87 min | -       | Manfred Gstatter      |
| 21.     | 13 marca  | 1999 | Pra Loup    | Gigant      | 1:48,10 min | +2,96 s | Christoph Alster      |
| DNF1    | 14 marca  | 1999 | Pra Loup    | Slalom      | 1:34,96 min | -       | Massimiliano Blardone |

### Puchar Świata

#### Miejsca w klasyfikacji generalnej
- sezon 1998/1999: 109.
- sezon 1999/2000: 93.
- sezon 2000/2001: 20.
- sezon 2001/2002: 75.

#### Miejsca na podium
1. Lake Louise – 25 listopada 2000 (zjazd) – 2. miejsce
2. Val d’Isère – 7 grudnia 2001 (supergigant) – 3. miejsce